# Komisja Młodzieży, Kultury Fizycznej i Sportu
Komisja Młodzieży, Kultury Fizycznej i Sportu – stała komisja sejmowa działająca do końca II kadencji.

## Prezydium komisji wSejmie II kadencji
- Tadeusz Tomaszewski (SLD) – przewodniczący
- Zbigniew Pietrzykowski (BBWR) – zastępca przewodniczącego
- Jan Bury (PSL) – zastępca przewodniczącego[2]

## Prezydium komisji wSejmie I kadencji
- Alojzy Pietrzyk (NSZZ-S) – przewodniczący
- Mieczysław Pawlak (KPN) – zastępca przewodniczącego
- Filip Kaczmarek (PPL) – zastępca przewodniczącego
- Tadeusz Kowalczyk (PC) – zastępca przewodniczącego[3]

## Prezydium komisji wSejmie X kadencji
- Stefan Mleczko (PZPR) – przewodniczący
- Adela Dankowska (OKP) – zastępca przewodniczącego
- Jan Knoppek (SD) – zastępca przewodniczącego
- Jan Szczygielski (PSL) – zastępca przewodniczącego[4]